# Карвово (гміна Радзілув)
Карвово (пол. Karwowo) — село в Польщі, у гміні Радзілув Ґраєвського повіту Підляського воєводства.
Населення — 258 осіб (2011).
У 1975-1998 роках село належало до Ломжинського воєводства.

## Демографія
Демографічна структура станом на 31 березня 2011 року:
|          | Загалом | Допрацездатний вік | Працездатний вік | Постпрацездатний вік |
| -------- | ------- | ------------------ | ---------------- | -------------------- |
| Чоловіки | 127     | 28                 | 76               | 23                   |
| Жінки    | 131     | 23                 | 72               | 36                   |
| Разом    | 258     | 51                 | 148              | 59                   |